# Zadelgarnaal
De zadelgarnaal (Pandalina brevirostris) is een garnalensoort uit de familie Pandalidae. De wetenschappelijke naam van de soort werd in 1843  gepubliceerd door Martin Rathke.

## Beschrijving
De zadelgarnaal kan een lichaamslengte van 33 mm bereiken. Het rostrum is recht en kort, niet meer dan de helft van de lengte van het schild (schaal die het hoofd bedekt). Het schild heeft zeven of acht fijne stekels, waarvan twee voor de ogen. Het lichaam is meestal witachtig of semi-transparant met rode of gele chromatoforen. Het middelste segment heeft een flap die op een zadel lijkt.

## Verspreiding en leefgebied
De zadelgarnaal komt voor in de Middellandse Zee en de oostelijke Atlantische Oceaan, van Noorwegen tot Marokko. Deze garnalensoort wordt meestal gevonden op diepten tussen 10 en 100 meter, op grind of steenachtige ondergrond.